# Französische EU-Ratspräsidentschaft 2022
Die französische Ratspräsidentschaft bezeichnet den Vorsitz Frankreichs im Ministerrat der EU für die erste Jahreshälfte 2022. Mit Frankreichs Ratsvorsitz 2022 beginnt das elfte Ratsvorsitz-Trio, welches 2022/2023 auch noch aus Tschechien und Schweden besteht. Es ist dies 2022 der dreizehnte Ratsvorsitz Frankreichs. Der letzte Ratsvorsitz war im Jahr 2008.
Im Rahmen der französischen Ratspräsidentschaft wurde die Konferenz zur Zukunft Europas abgeschlossen. Das Motto des dreizehnte Ratsvorsitz Frankreichs lautet: Relance, Puissance, Appartenance („Aufschwung, Kraft, Zugehörigkeit“).

## Prioritäten der französischen EU-Ratspräsidentschaft
Frankreichs Präsident Emmanuel Macron möchte die Europäische Union auf Wachstumskurs bringen. Nach der COVID-19-Krise müsse ein neues europäisches Wachstumsmodell Innovationen und das Schaffen von Arbeitsplätzen vorantreiben, die Wettbewerbsfähigkeit sichern und im Einklang mit Klimaschutzzielen stehen.
Um solche Investitionen z. B. in den Klimaschutz, Digitalisierung und Verteidigung voranzutreiben, müsste auch ein starres Festhalten an den Maastricht-Kriterien im Einzelfall bei Bedarf überdacht werden.
Eine weitere Priorität der Ratspräsidentschaft solle die Stärkung der europäischen Souveränität mit einem besseren Schutz der Außengrenzen sein. Dies soll unter anderem in Krisensituationen durch gegenseitige Hilfe bei den Grenzschutzkräften ermöglicht werden. In den Bereichen Migration und Asyl sollen die Regeln und die Harmonisierung vorangetrieben werden.
Im Bereich der Verteidigung sollen gemeinsame Interessen formuliert und Bedrohungen und Krisen sowie die Erfordernisse für eine strategische europäische Souveränität definiert werden. Es soll die Einrichtung eines Krisenreaktionssystems vorgeschlagen werden. Dieses soll auch bei Krisen an den Grenzen helfen. Auch eine neue europäische Verteidigungsstrategie soll helfen, die militärischen Fähigkeiten der EU auszubauen.
Es soll auch ein schärferes gemeinsam koordiniertes Vorgehen gegen Hass in sozialen Netzwerken in der EU erreicht werden.

## Sponsoren
Die französische EU-Ratspräsidentschaft wird von den Automobilherstellern Renault und Stellantis mit Fahrzeugen unterstützt.